# Мукабан (Бородулинское сельское поселение)
Мукабан — деревня в Шарканском районе Удмуртской республики.

## География
Находится в центральной части Удмуртии на расстоянии приблизительно 15 км на северо-восток по прямой от районного центра села Шаркан.

## История
Основана около 1840 года переселенцами из Итыла Зюзинской волости. В 1873 году здесь (починок Ита верхняя или Мукабан) 11 дворов, в 1893 (деревня Верхняя Ита) 32 двора. В 1905 отмечалось два починка: Мукабян с 14 дворами и Верхняя Ита с 38 дворами. В 1924 это снова единый населенный пункт (починок Мукабан) с 46 дворами. До 2021 года входила в состав Бородулинского сельского поселения.

## Население
Постоянное население составляло 99 жителей (1873 год), 225 (1893), 407 (1905), 356 (1924, все удмурты), 94 человека в 2002 году (удмурты 98 %), 75 в 2012.